# Schwalbennestorgel

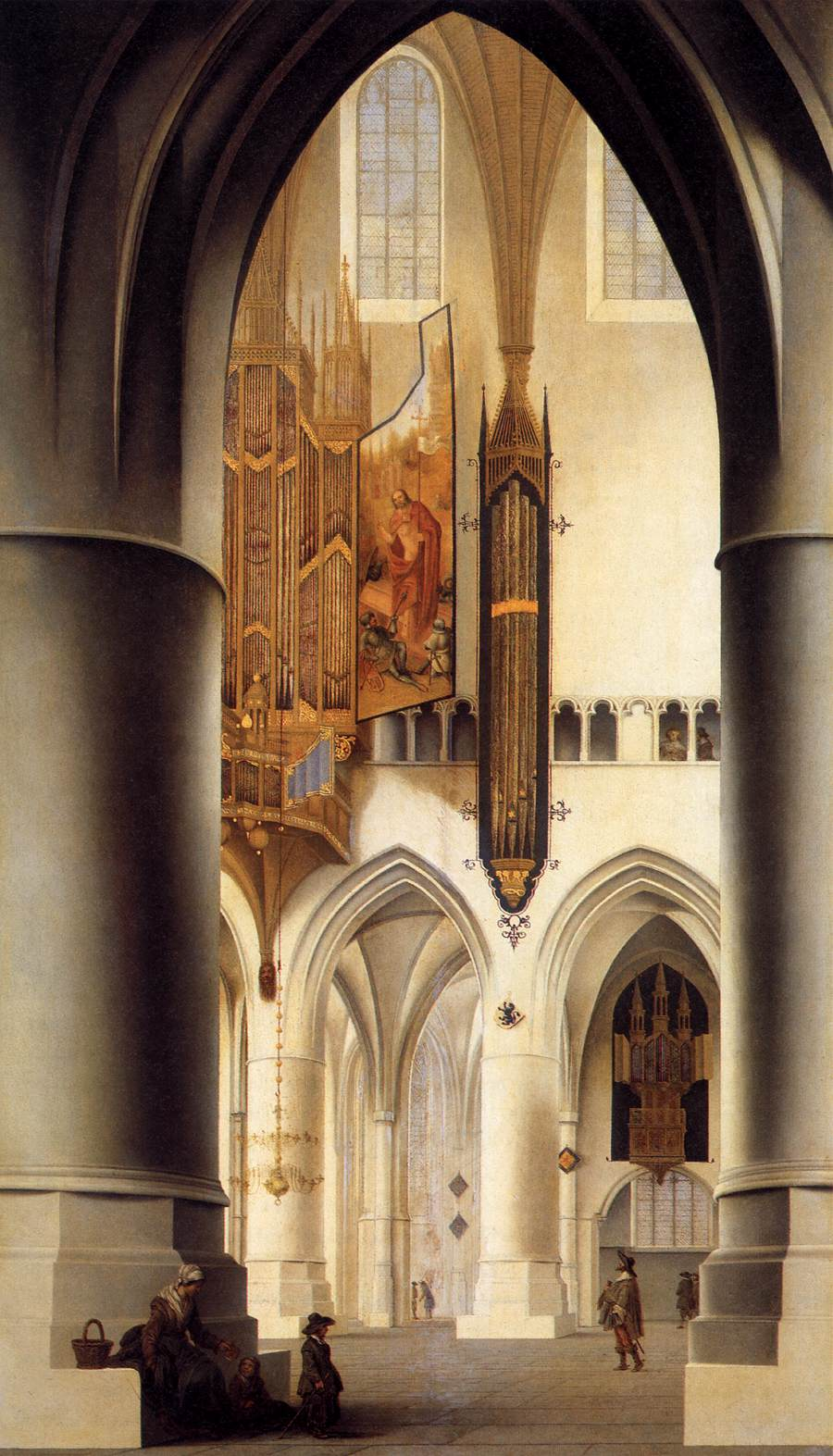
Orgel von Peter Gerritz (1471) mit Pedaltürmen in der St.-Bavo-Kirche (Haarlem) auf einem Gemälde von Pieter Jansz Saenredam (1636)

Als  Schwalbennestorgel bezeichnet man eine Orgel, die nicht auf waagerechtem Fußboden aufgebaut ist, sondern meist in großer Höhe an oder vor einer Innenwand montiert ist. Ältere Schwalbennestorgeln ruhen auf Konsolenkonstruktionen, die oft als kleine korbförmige Emporen ausgebildet sind. Moderne Orgeln werden auch an Stahlseilen aufgehängt.

## Geschichte

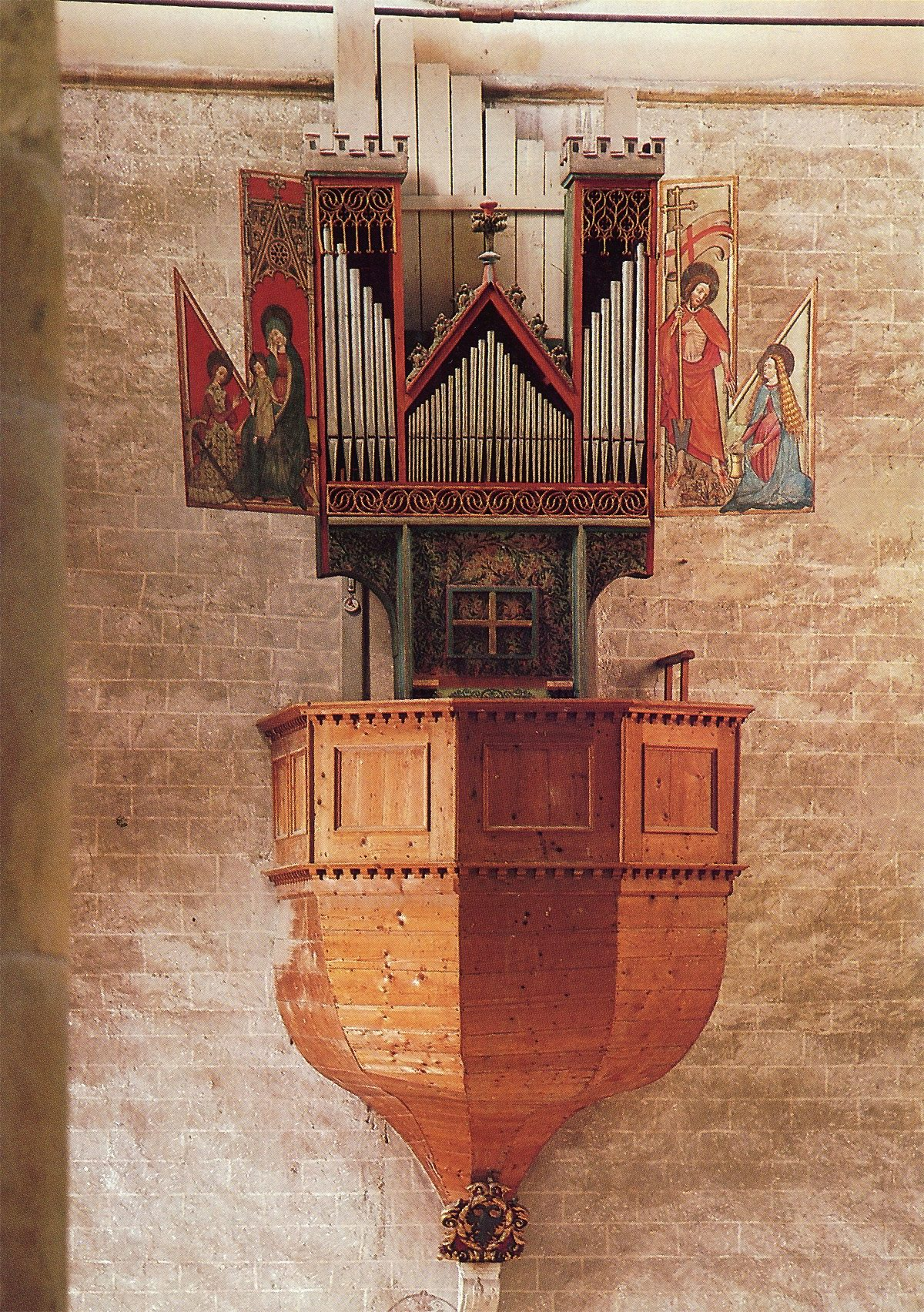
Orgel in Sion (1435), eine der ältesten erhaltenen Orgeln der Welt

Die Bezeichnung Schwalbennestorgel geht auf Michael Praetorius zurück, der in seinem Syntagma musicum (Bd. 2, 1619) über die Bauweise der „allerersten Orgelwercken“ sagte, dass sie „in die höhe bey die Chor als Schwalbennester gesetzt“ wurden.
Mit Aufkommen der Gotik hielt die Orgel in vielen Kirchen Einzug. Die ältesten Kirchenorgeln waren vielfach Schwalbennestorgeln, was sie praktischen Gründen verdankten: In der christlichen Liturgie erfüllte die Orgel fortan eine wichtige Funktion und wurde deshalb im Mittelschiff in Chornähe platziert. Ab dem 15. Jahrhundert wiesen größere Schwalbennestorgeln neben dem Hauptwerk bereits ein Rückpositiv und ein freistehendes Pedal auf. Häufig wurden die Instrumente der Gotik und Renaissance mit reich bemalten Flügeltüren versehen, wie aus zeitgenössischen bildlichen Darstellungen hervorgeht. Diese Klapptüren wurden aus künstlerischen und klanglichen, aber auch aus praktischen Gründen angebracht, um die Orgel vor Vogelkot und sonstigen Verschmutzungen zu schützen. In der Advents- und Passionszeit konnten die Flügeltüren geschlossen werden, entsprechend der Praxis, die Flügeltüren eines Altarretabels zu schließen. Auch die Rückseiten der Türen waren bemalt. Unten wird die Schwalbennestorgel in der Regel mit einem geschnitzten Unterbau abgeschlossen, der in einer Spitze endet. Im Übrigen ist die Form der Schwalbennestorgel wenig einheitlich.
Bis ins 17. Jahrhundert hinein erfüllte die Orgel vorwiegend eine liturgische Funktion im Wechsel mit Chor, Gemeinde und einzelnen Sängern („Alternatimpraxis“) und übernahm in Form von Orgelversen einzelne Teile der Messe und der kirchlichen Tageszeiten. Die mittelalterlichen Schwalbennestorgeln wurden deshalb gerne in der Nähe zum Altar platziert. Die Orgel wurde erst ab der ersten Hälfte des 17. Jahrhunderts für die Begleitung des Gemeindelieds eingesetzt, insbesondere um den durch den Dreißigjährigen Krieg verfallenen Gesang zu unterstützen. Die erforderlichen größeren Instrumente wurden in Frankreich und Nordeuropa bevorzugt auf der Westempore errichtet, während die Schwalbennestorgeln an Bedeutung verloren. Die größeren Emporen ermöglichten zudem das gemeinsame Musizieren mit Chor und Instrumenten, was vor allem in Mitteldeutschland verbreitete Praxis war. Erst im 20. Jahrhundert wurden wieder vermehrt Schwalbennestorgeln gebaut, entweder als Großorgel oder als stilistische Ergänzung zur Hauptorgel. Ausschlaggebend für den Bau einer Schwalbennestorgel an den Langseiten des Hauptschiffes ist meist die akustisch günstige Lage zur Begleitung des Gemeindegesangs. In neuerer Zeit spielen auch denkmalpflegerische Aspekte eine Rolle.

## Spieltisch
Bei einer mechanischen Spieltraktur kann der Spieltisch vorder-, hinter- oder seitenspielig angebracht sein. Bei modernen Schwalbennestorgeln befindet er sich oft weitab von der Orgel, sodass diese von dort oder von der Hauptorgel aus elektrisch angespielt werden kann. Einzigartig ist die Doppelorgel in Bedheim. Hier wird die Schwalbennestorgel vom zweiten Manual der Hauptorgel angespielt, wobei eine Mechanik mittels Holzleisten (sog. Abstrakten) über dem Orgelboden eine Entfernung von 20 m überbrückt. Es kann sich der Spieltisch aber auch am Orgelgehäuse befinden; der Organist gelangt dann über verborgene Treppen und Zugänge dorthin, neuerdings auch (so im Regensburger Dom) durch einen Aufzug, der ebenfalls vor den Blicken der Gottesdienstbesucher verborgen werden kann.

## Orgeln (Auswahl)
Die folgende sortierbare Liste ist eine Auswahl und konzentriert sich auf Schwalbennestorgeln in Deutschland.
In der sechsten Spalte bezeichnet die römische Zahl die Anzahl der Manuale, ein großes P ein selbstständiges Pedal, ein kleines p ein nur angehängtes Pedal und die arabische Zahl in der vorletzten Spalte die Anzahl der klingenden Register.
| Ort                  | Kirche                                | Bild | Orgelbauer                                                                 | Jahr                       | Manuale | Register | Anmerkungen |
| -------------------- | ------------------------------------- | ---- | -------------------------------------------------------------------------- | -------------------------- | ------- | -------- | --- |
| Bamberg              | Bamberger Dom                         |      | Rieger Orgelbau, Orgelbau Goll                                             | 1974                       | IV/P    | 77       | Mit Spanischen Trompeten |
| Bayreuth             | Heilige Dreifaltigkeit                |      | Johannes Klais Orgelbau                                                    | 1971                       | III/P   | 22       | |
| Bedheim              | St. Kilian                            |      | Nicolaus Seeber                                                            | 1721                       | I       | 7        | Über eine mechanische Konstruktion von 20 m langen Holzabstrakten mit der Hauptorgel verbunden und vom unteren Manual aus bespielbar                         |
| Berlin               | St.-Hedwigs-Kathedrale                |      | Johannes Klais                                                             | 1975–1977                  | III/P   | 67       | |
| Bremen               | Bremer Dom                            |      | Gebr. Van Vulpen                                                           | 1965–1966                  | III/P   | 36       | Sog. „Bachorgel“ |
| Brüssel              | Kathedrale St. Michael und St. Gudula |      | Gerhard Grenzing                                                           | 2004                       | IV/P    | 63       | |
| Chartres             | Kathedrale von Chartres               |      | Danion-Gonzalez                                                            | 1971                       | IV/P    | 67       | |
| Coimbra              | Mosteiro de Santa Clara               |      | Manoel Benito Gomez de Herrera                                             | 1719–1724                  | II/P    |          | 2004–2008 auf ursprünglichen Zustand restauriert |
| Dortmund             | Marienkirche                          |      | Gustav Steinmann                                                           | 1967                       | III/P   | 34       | Im Stil des Neobarock; seitenspielig |
| Frankfurt am Main    | Alte Nikolaikirche                    |      | Gebr. Oberlinger                                                           | 1992                       | II/P    | 23       | Mechanische Spiel- und Registertraktur; Orgelgehäuse mit sehr geringer Tiefe                                                                                 |
| Frankfurt am Main    | Kaiserdom St. Bartholomäus            |      | Johannes Klais                                                             | 1994                       | II/P    | 28       | Ebenfalls von Hauptorgel aus elektrisch anspielbar |
| Freiburg im Breisgau | Freiburger Münster                    |      | Rieger Orgelbau                                                            | 1965                       | IV/P    | 61       | Ebenfalls von Generalspieltisch im Chorraum aus elektrisch anspielbar                                                                                        |
| Freiburg im Breisgau | Freiburger Münster                    |      | Marcussen & Søn                                                            | 1965                       | II/P    | 21       | Ebenfalls von Generalspieltisch im Chorraum aus elektrisch anspielbar                                                                                        |
| Gelnhausen           | Marienkirche                          |      | Ratzmann, Schmidt                                                          | 1879/1966                  | III/P   | 38       | Ratzmann-Gehäuse erhalten, Orgelwerk von B. Schmidt 1966 neu gebaut, dabei Spieltisch von ursprünglich im Gehäuse balkonartig vorgezogen.                    |
| Gonnesweiler         | Heilig-Geist                          |      | Christian Gerhardt                                                         | 1960                       | II/P    | 13       | Instrument in zwei Teile zerteilt; Hauptwerk und 2 der 3 Pedalregister bilden das Schwalbennest; der Rest steht auf der Empore                               |
| Groningen            | Der Aa-kerk                           |      | Hermann Raphael Rodensteen                                                 | um 1550/1635               | II/P    |          | Nur Gehäuse erhalten → Orgeln der Der Aa-kerk (Groningen) |
| Herford              | Herforder Münster                     |      | Paul Ott                                                                   | 1953                       | II/P    | 21       | Hinter hist. Prospekt einer Orgel von Johann Andreas Zuberbier (1756), die ursprünglich für Friedewald (I/p/9) gebaut war                                    |
| Bad Hersfeld         | Stadtkirche                           |      | Bruno Döring                                                               | 1974                       | III/P   | 57       | Mit Echowerk ohne eigenes Manual |
| Hildesheim           | Hildesheimer Dom                      |      | Seifert                                                                    | 2014                       | IV/P    | 77       | |
| Innsbruck            | Hofkirche                             |      | Jörg Ebert                                                                 | 1561                       | II/p    | 15       | Nahezu vollständig erhalten → Orgel der Hofkirche Innsbruck                                                                                                  |
| Köln                 | Kölner Dom                            |      | Johannes Klais                                                             | 1998                       | IV/P    | 53       | Kann auch von der Hauptorgel aus elektrisch angespielt werden; hängt nicht an der Wand, sondern mit 4 Stahlseilen an dem eisernen Dachstuhl des Kölner Domes |
| Lemgo                | St. Marien                            |      | Gebr. Slegel, Fritz Scherer, Rowan West                                    | 1587, 1612–1613, 2009–2010 | III/P   | 27       | Gehäuse von Slegel; einige Reste von Scherer erhalten; Rekonstruktion durch West (II/P/20) → Orgel von St. Marien (Lemgo)                                    |
| Melle                | St.-Petrus-Kirche Gesmold             |      | Rudolf Haupt, Franz Breil                                                  | 1880, 1982                 | II/P    | 24, 19   | Erneuerung durch Breil im historischen Prospekt |
| Mülheim-Saarn        | Klosterkirche                         |      | Friedrich Fleiter                                                          | 1991                       | III/P   | 25       | Mit Koppelmanual; Hauptwerk und Pedal auch von der Emporenorgel elektrisch anspielbar                                                                        |
| Nürnberg             | St. Lorenz                            |      | Johannes Klais                                                             | 2005                       | III/P   | 32       | |
| Regensburg           | Minoritenkirche (Historisches Museum) |      | Bernhardt Edskes                                                           | 1988–1989                  | II/P    | 11       | Rekonstruktion der Schwalbennestorgel (15./16. Jahrhundert) nach einem Dispositionsentwurf von Caspar Sturm (1583)                                           |
| Regensburg           | Regensburger Dom                      |      | Rieger Orgelbau                                                            | 2009                       | IV/P    | 80       | Größte Schwalbennestorgel der Welt |
| Salzburg             | Salzburger Dom                        |      | Johann Pirchner                                                            | 1991                       | je II/P | je 14    | Zwei Vierungsorgeln |
| Straßburg            | Straßburger Münster                   |      | Johann Andreas Silbermann, Edmond Alexandre Roethinger, Alfred Kern & fils | 1491, 1981                 | III/P   | 47       | Prospekt von Friedrich Krebs (1491), Pendentif des Orgelprospekts von 1385                                                                                   |
| Trier                | Trierer Dom                           |      | Johannes Klais                                                             | 1974                       | IV/P    | 67       | 1996 Chororgel von Klais ebenfalls als Schwalbennestorgel gebaut (II/P/25)                                                                                   |
| Ulm                  | Ulmer Münster                         |      | Rieger Orgelbau                                                            | 1960                       | II/P    | 20       | Mit dem Register Alphorn |
| Worms                | Wormser Dom                           |      | Johannes Klais                                                             | 1985                       | III/P   | 34       | |